# Maure-de-Bretagne
Maure-de-Bretagne foi uma comuna francesa na região administrativa da Bretanha, no departamento Ille-et-Vilaine. Estendia-se por uma área de 67,16 km². Em 2010 a comuna tinha 4 046 habitantes (densidade: 60,2 hab./km²).
Em 1 de janeiro de 2017, passou a formar parte da nova comuna de Val d'Anast.